# جاكوب بيرني
جاكوب بيرني (بالإنجليزية: Jacob Burney)‏ هو لاعب كرة قدم أمريكية أمريكي، ولد في 24 يناير 1959 في تشاتانوغا في الولايات المتحدة.